# Landudec
Landudec är en kommun i departementet Finistère i regionen Bretagne i västra Frankrike. Kommunen ligger i kantonen Plogastel-Saint-Germain som tillhör arrondissementet Quimper. År 2022 hade Landudec 1 477 invånare.

## Befolkningsutveckling
Antalet invånare i kommunen Landudec
Referens:INSEE